# آب‌باریک (جاجرم)
آب‌باریک یک روستا در ایران است که در بخش جلگه شوقان واقع شده‌است. آب‌باریک ۱۴ نفر جمعیت دارد.